# Jeanne Macaigne
Jeanne Macaigne, née en 1989, est une illustratrice, dessinatrice, dessinatrice de presse, dessinatrice de bande dessinée, affichiste et auteure de littérature jeunesse française.

## Biographie
Diplômée des Arts décoratifs de Paris, Jeanne Macaigne dessine régulièrement pour la presse (Socialter, Revue XXI, Alternatives économiques, Libération, La Septième Obsession, Télérama, Neon, etc.), et des institutions culturelles (Palais de Tokyo, Le Lieu unique, etc.). 
Jeanne Macaigne vit à Marseille,.
Elle a monté le spectacle Into the woods, concert dessiné, avec la chanteuse Eskelina (sv) et le musicien Philippe Desbois,.

## Œuvre
- Un drôle de lundi, Seuil jeunesse (2022)[13]
- Changer d'air, Les Fourmis rouges (2021)[14],[15] Pépites internationales 2022 dans la sélection albums illustrés[16],[17]
- La Septième Obsession no 32, magazine, De Moonriver à Nothing to Lose une bande dessinée inédite de Jeanne Macaigne (janvier et février 2021)
- Les coiffeurs des étoiles, éditions MeMo (2018)[18]
- L'hiver d’Isabelle, éditions MeMo (2017)[19]

### Illustrations
- Agenda 2022 des Colibris, Colibris & Barnabé Binctin, Rue de l'Échiquier (2021)[20]
- La Septième Obsession no 34, magazine, Chats, jazz & cinéma, une bande dessinée de Jeanne Macaigne & Nicolas Tellop (mai et juin 2021)
- Couverture pour une réédition de Lorsque tu reviendras d'André Dhôtel, La Clé à Molette, collection Hodeidah ! (2021)
- Les Mille et Une Nuits, Claire Faÿ, Animées (2020)[21]
- Le grand livre des guérisseuses, Clara Lemonnier, l'Iconoclaste (octobre 2020)[22]
- La Chose du MéHéHéHé, Sigrid Baffert, éditions MeMo (2019)[23],[24]
- Milly Vodović, Nastasia Rugani, éditions MeMo (2018)[25]

### Illustrations d'articles de presse[pasclair]
- Jérôme Denis : «Dans les pays riches, ceux qui prennent soin des choses sont relégués à l’arrière-plan», Clémence Mary, Idées (3 décembre 2022)[26]
- A l’Assemblée, les élus de la nation sont fatigués, Libé des auteur·es jeunesse, Estelle-Sarah Bulle, Expresso (30 novembre 2022)[27]
- L'amour avec la langue, Clémence Mary & Anna Chabaud, Idées (17 novembre 2022)[28]
- Le «male gaze», bad fiction, Cécile Daumas, Idées (19 septembre 2019)[29]
- Entretien avec James C. Scott, Thibaud Sardier, Idées (22 juin 2019)[30]
- Gloria Origgi : «Dans une société où les inégalités augmentent, les passions augmentent aussi», Thibaud Sardier, Idées (13 avril 2019)[31]
- Alexandra Midal : «Le serial killer coïncide avec l’émergence de la fabrication en série», Sonya Faure, Idées (8 décembre 2018)[32]

### Affiches
- L'affiche du festival Grains de sel 2022 à Aubagne (17 novembre - 20 novembre 2022)[33]
- Affiche de l'édition 2022 du Grand Rendez-vous des Tout-Petits, Rosny-sous-Bois (octobre 2022)[34]
- Affiche pour L'été culturel 2022 du Palais de Tokyo à Paris (été 2022)
- Affiche pour la Printemps du Livre de Grenoble, Grenoble (mars 2022 - avril 2022)
- Rêves d'océans, festival du livre jeunesse et BD 2021 de Clohars-Carnoët (juin 2021)
- Affiche de la septième édition d'Atlantide, Les Mots du Monde, Festival des littératures au lieu unique à Nantes (février 2019)

### Vidéos
- Into the Woods, teaser officiel, Eskelina (histoire, paroles et musique), Jeanne Macaigne (dessins et montage), Philippe Desbois (arrangements et musiques) « (Vidéo en ligne) »

## Expositions, évènements et projets
2022
- Les Pépites internationales, Salon du livre et de la presse jeunesse de Montreuil, Comptoir des autrices et des auteurs (3 décembre 2022)[35]
- Salon du livre et de la presse jeunesse de Montreuil (30 novembre - 5 décembre 2022)[36]
- Un drôle de lundi, exposition, Librairie-Galerie Artazart, dans le 10e arrondissement de Paris (20 octobre - 11 décembre 2022)[37]
- The Traveler, exposition collective, Galerie Hubert & Breyne, Bruxelles (17 juin - 27 août 2022)[38]
- Into the Woods, TNM La Criée, Marseille (28 mai 2022)[11],[39]
- Viens rêver ta cabane, exposition, Muséum, Grenoble (avril 2022)[40]

2021
- Changer d'air, exposition dans le cadre du temps fort On se bouge pour la planète, Médiathèque Marguerite Duras, dans le 20e arrondissement de Paris (octobre et novembre 2021)[41]
- Into the Woods, esplanade du Casino, Sarreguemines (27 juin 2021)[42]

2020
- Fresque au Festival Interplanétaire de la Bande Dessinée, avec Émilie Vast et Gilles Bachelet, Reims (25 septembre 2020)[43]

2019
- La Grande Évasion, le salon des littératures de Pessac, Pessac (18 mai et 19 mai 2019)[réf. souhaitée]
- Les coiffeurs des étoiles, Musée de poche, dans le 11e arrondissement de Paris (23 janvier - 9 mars 2019)[44]

2016
- Esprit de presse, exposition créée par Jeanne Macaigne, Maison du livre de l'image et du son, Villeurbanne (2016)[45]

2015
- FeteFiac, performance, carte blanche aux élèves de l'Afiac (Association Fiacoise d’Initiatives Artistiques Contemporaines), avec l'isdaT de Toulouse (institut supérieur des arts et du design de Toulouse), à l'Oeuf de coq, Fiac (6 février 2015)[46]

2014
- Ensad, Un poisson hors de l'eau, Grand projet, Image imprimée (2014)[47]

## Prix et distinctions
- Pépites internationales 2022, Changer d'air de Jeanne Macaigne dans la sélection albums illustrés[16],[17]
- Sélection livre illustré Pépites de Montreuil 2021 pour Changer d'air[48]
- Sélection Prix de la révélétion ADAGP 2021 pour Changer d'air[49]
- Sélection Prix du festival Gribouillis 2021 pour Changer d'air[50]
- L'hiver d’Isabelle nommé au Prix Sorcières 2018 dans la catégorie Carrément Sorcière Fiction[51]

### Vidéos
- [vidéo] IF Langue française, « Pépites Internationales 2022 - Visioconférence avec Jeanne Macaigne, autrice de "Changer d'air" », sur YouTube 2022
- [vidéo] Eskelina, « Into the Woods - Teaser officiel - Jeanne Macaigne / Eskelina / Philippe Desbois », sur YouTube Concert dessiné, Eskelina (histoire, paroles et musique), Jeanne Macaigne (dessins et montage), Philippe Desbois (arrangements et musiques)
- [vidéo] médiathèque Marguerite Duras, « Changer d'air avec Jeanne Macaigne », sur YouTube Entretien avec l’autrice illustratrice Jeanne Macaigne à l’occasion de son exposition à la médiathèque Duras du 5 octobre au 28 novembre 2021
- [vidéo] Fête du Livre de Bron, « La création en partage, avec Sigrid Baffert et Jeanne Macaigne », sur YouTube 2021